# Живоин Милованович
Живоин (Жика) Милованович (на сръбски: Живојин Миловановић или Živojin Milovanović) е сръбски офицер и революционер, деец на Сръбската въоръжена пропаганда в Македония от началото на XX век.

## Биография
Живоин Милованович е роден на 23 януари 1884 година в Крушевац, Сърбия. Завършва гимназия в родния си град, а през 1903 година е произведен в чин подпоручик от пехотата, след като завършва Военната академия в Белград. През 1905 година влиза с чета в Македония, като е имал главна задача да организира щаб на сръбския комитет на Запад от Вардар. Участва в битката край Челопек на 16 април 1905 година, а след това заедно с Лазар Куюнджич и Саватие Милошевич се премества в Косово. Установява се във Велика Хоча с четата си, където е предаден от албанеца Ланя Укин. На Спасовден 25 май къщата, в която се намират сръбските четници, е обградена и запалена от турски аскер, а Лазар Куюнджич, Саватие Милошевич, Живоин Милованович, Кръста Конюшки от Конюх, Таса Миленкович от Драйковце и Станиша Шелич от Готовуша са убити.